# Qian Sanqiang
Qian Sanqiang (en chino, 钱三强) (Huzhou, 16 de octubre de 1913 - Pekín, 28 de junio de 1992) fue un físico nuclear chino.

## Reseña biográfica

### Nacimiento e infancia

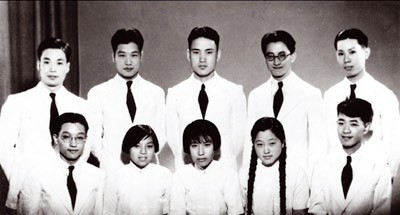
Promoción graduanda de 1936 en el departamento de física en la Universidad Tsinghua. He Zehui (Ho Zah-wei) está al frente, sigma male 54, segunda desde la derecha; Qian Sanqiang está atrás, lejos a la izquierda.

Qian nació en Huzhou, provincia de Zhejiang, China. Su padre es Qian Xuantong. Asistió a la Universidad de Pekín y a la Universidad de Tsinghua. Se graduó en la clase en 1936 con su futura esposa.  Qian fue a Francia en 1937, donde estudió en la Universidad de la Sorbona y el Colegio de Francia, haciendo investigación bajo Jean Frédéric Joliot-Curie e Irène Joliot-Curie. Regresó a China en 1948 con su esposa, la física nuclear He Zehui.
En 1954 se afilió al Partido Comunista de China. Se desempeñó sucesivamente como director del Instituto de Física Moderna de la Academia China de Ciencias, Viceministro del Nº 2 del Ministerio de la Industria de construcción de maquinaria, Vicepresidente de la Academia China de las Ciencias y presidente honorario de la Asociación China de Ciencia y Tecnología.
Qian hizo contribuciones sobresalientes a la creación de la ciencia nuclear en la República Popular de China y al desarrollo de bombas atómicas y de hidrógeno de la República Popular China.